# Little Andaman
Little Andaman är en ö i Indien.   Den ligger i unionsterritoriet Andamanerna och Nikobarerna, i den sydöstra delen av landet, 2 500 km sydost om huvudstaden New Delhi. Arean är 739 kvadratkilometer.
Terrängen på Little Andaman är platt. Öns högsta punkt är 172 meter över havet. Den sträcker sig 43,0 kilometer i nord-sydlig riktning, och 24,4 kilometer i öst-västlig riktning.